# Beuken-verbond
Het beuken-verbond (Fagion sylvaticae) is een verbond uit de orde van eiken- en beukenbossen op voedselrijke grond (Fagetalia sylvaticae). Het omvat bosplantengemeenschappen die voorkomen op voedselrijke, neutrale bodems, en die gekenmerkt worden door de dominantie van beuk in de boomlaag.
Het verbond telt in Vlaanderen drie onderliggende associaties, in Nederland komt het niet voor.

## Naamgeving en codering
| Fagion sylvaticae Tx. & Diem. 1936                |
| Fagion sylvaticae Pawł. 1928                      |
| Asperulo-Fagion Knapp ex Tx. in Tx. & Oberd. 1958 |
| Asperulo-Fagion Knapp 1942                        |
| Asperulo-Fagion Tx. 1955                          |
| Scillo-Fagion Br.-Bl. 1967                        |
| Geranio nodosi-Fagion S.Gentile 1974              |

- Frans: Hetraies
- Duits: Rotbuchenwälder
- Engels: Beech and mixed beech-fir woods

De wetenschappelijke naam Fagion sylvaticae is afgeleid van de botanische naam van een belangrijke diagnostische soort binnen deze klasse, de beuk (Fagus sylvatica).

## Fysiognomie

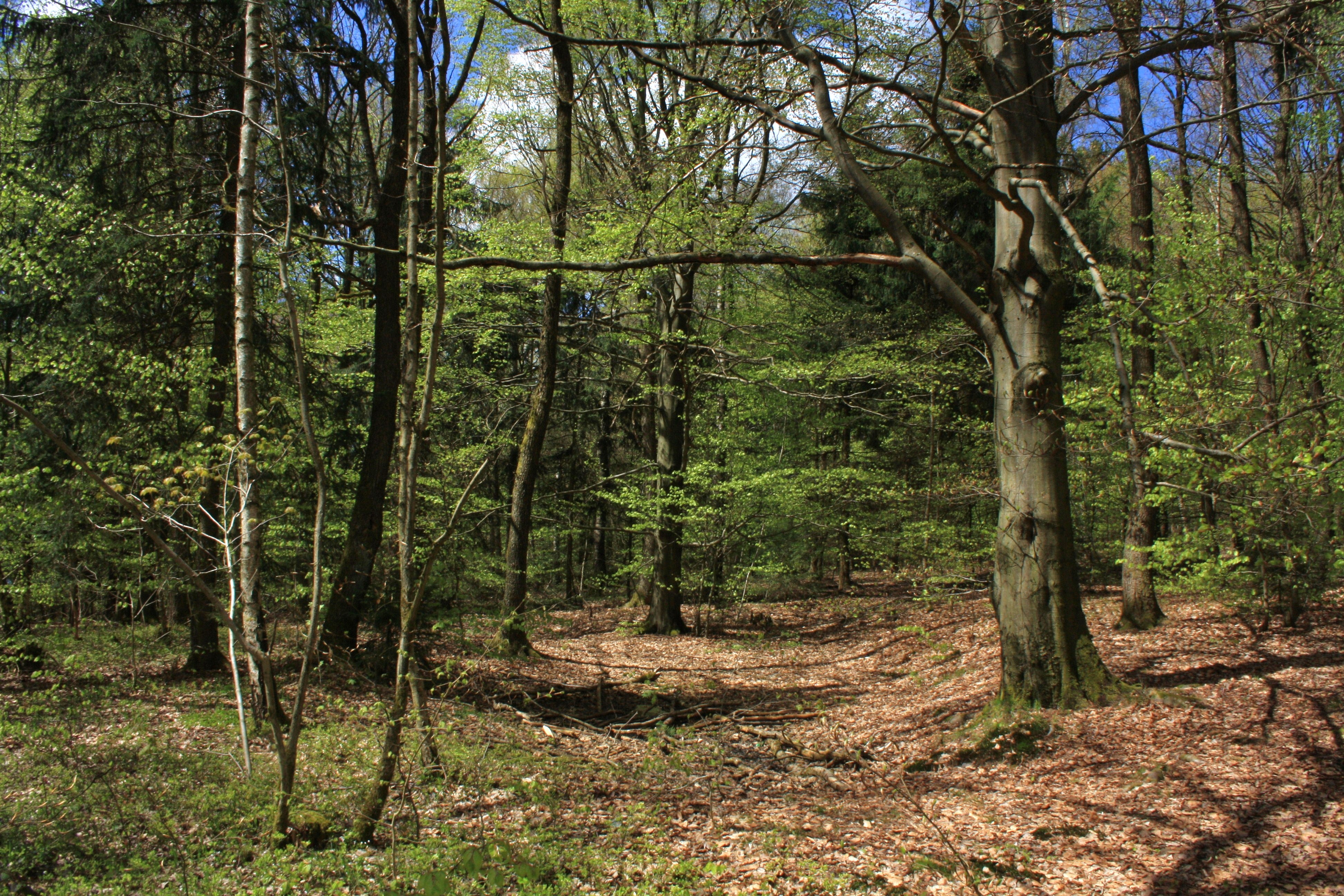
beuken-verbond

Het beuken-verbond kent in de Lage Landen meestal een weinig gelaagde structuur met naast een zeer goed ontwikkelde en dichte boomlaag, met dominantie van beuk, een zwak ontwikkelde struik-, kruid- en moslaag. Dikwijls bestaat de kruidlaag enkel uit voorjaarsbloeiers.

## Ecologie
Het beuken-verbond omvat hoog opgaande, zomergroene loofbossen op eutrofe, pH-neutrale tot alkalische bodems.

## Associaties in Nederland en Vlaanderen
Het beuken-verbond heeft in Nederland geen vertegenwoordigers, in Vlaanderen drie:
- - eiken-beukenbos met wilde hyacint (Endymio-Fagetum)
  - parelgras-beukenbos (Melico-Fagetum)
  - gierstgras-beukenbos (Milio-Fagetum)

## Diagnostische taxa voor Nederland en Vlaanderen
Het beuken-verbond heeft voor Nederland en Vlaanderen geen specifieke kentaxa.